# Karun Chandhok
Karun Chandhok (Madras, 19 gennaio 1984) è un ex pilota automobilistico e telecronista sportivo indiano.

## Carriera

### Gli esordi
Nel 2000 Chandhok fu campione indiano vincendo sette delle dieci prove della Formula Maruti; Fece segnare pole e giro più veloce in ognuna delle 10 gare. Dopo essere stato il più giovane vincitore del campionato di Formula Asia nel 2001, passò alla F3 inglese nel 2002, conquistando il sesto posto nella classifica finale. Il pilota indiano rimase nello stesso campionato anche nelle due stagioni successive; chiuso il 2003 in terza posizione con la conquista di otto vittorie, il 2004 si rivelò un anno difficile e Chandhok non concluse nemmeno il campionato, passando alla World Series by Nissan a tre gare dal termine. Nel 2005 Chandhok disputò alcune gare nella World Series by Renault, senza però conquistare punti; fu anche il primo pilota a rappresentare l'India nell'A1 Grand Prix. Nel 2006 passò al campionato Formula Asia V6 by Renault, vincendolo grazie alla conquista di sette vittorie sulle dodici gare disputate.

### GP2
Nel 2007 il pilota indiano fu ingaggiato dal Team Durango per correre in GP2. All'esordio nella serie, Chandhok conquistò una vittoria nella gara sprint in Belgio, chiudendo il campionato con sedici punti; a fine stagione la Red Bull lo premiò con un test sul Circuito di Catalogna. Nel 2008 Chandhok passò all'iSport International, chiudendo il campionato in decima posizione e conquistando una vittoria nella gara sprint in Germania; al termine della stagione Chandhok divenne il primo pilota indiano membro del British Racing Drivers' Club. Nel 2009 il pilota indiano si accordò con il nuovo team Ocean Racing Technology; ha ottenuto in stagione 10 punti, e come miglior risultato un terzo posto nella gara sprint in Gran Bretagna. Chandhok fu avvicinato ad un sedile della Force India, team creato nel 2008; la scuderia è indiana ed è diretta da un conoscente della famiglia di Chandhok, Vijay Mallya. Dopo il passaggio di Fisichella alla Ferrari durante la stagione 2009, Chandhok fu nuovamente in procinto di guidare per il team, grazie anche all'appoggio di Ecclestone, ma la scelta cadde però sul collaudatore Vitantonio Liuzzi.

### Formula 1

#### 2010: HRT
Chandhok ha firmato un contratto con la nuova scuderia HRT per il campionato 2010, assieme al pilota brasiliano Bruno Senna; il pilota indiano, a causa delle difficoltà tecniche della vettura, può provarla per la prima volta solo durante le qualifiche del primo appuntamento stagionale in Bahrain. A Monaco è protagonista di un incidente spettacolare che si innesca alla curva della Rascasse e che vede coinvolto anche Jarno Trulli; dal Gran Premio di Germania viene sostituito da Sakon Yamamoto, che nella gara precedente aveva preso il posto di Bruno Senna, suo compagno di scuderia. Termina così la sua avventura con l'HRT ottenendo come miglior piazzamento un 14º posto in Australia e a Monaco e chiudendo il campionato al 22º posto con 0 punti.

#### 2011: Lotus
Il 22 marzo 2011 viene ingaggiato come terzo pilota dalla Lotus. Durante la stagione partecipa in diverse occasioni alle prime prove libere guidando la vettura di uno dei piloti titolari, Heikki Kovalainen o Jarno Trulli. Al posto di quest'ultimo corre il Gran Premio di Germania, dove giunge 20º, doppiato di 4 giri.

### Dopo la Formula 1
Terminata l'esperienza nella massima serie automobilistica, nel 2012 disputa il mondiale Endurance con il team JRM, dove non ottiene grandi risultati, mentre nel 2013 partecipa alla 24 Ore di Le Mans con il team Murphy Prototypes (con il quale corre nell'European Le Mans Series anche l'anno successivo) e a due gare del campionato FIA GT con il team Seyffarth Motorsport. Nella stagione 2014-2015 partecipa al neonato campionato di Formula E con il team Mahindra Racing conquistando un quinto e un sesto posto nelle prime due gare come migliori risultati che resteranno gli unici conquistati nella categoria da parte dell'indiano. Tra il 2014 e il 2016 prende parte ad alcune gare dell'European Le Mans Series (tra cui la 24 Ore di Le Mans) nuovamente con il team Murphy Prototypes. Dal 13 dicembre 2018 fa il commentatore delle gare di Formula 1 per Sky Sports F1 UK, con cui aveva già lavorato dal 2013 al 2015.

### Ritorno in Formula 1
Nel 2017 fu ingaggiato dalla Williams come pilota delle vetture storiche, riuscendo a guidare molte delle vetture storiche della storica scuderia in eventi vari. Inoltre, al termine del campionato, effettuò un test con la FW40 sul Circuito delle Americhe.

## Risultati sportivi

### Formula 1
| 2010 | Scuderia | Vettura |     |    |    |    |     |    |    |    |    |    |  |  |  |  |  |  |  |  |  | Punti | Pos. |
| ---- | -------- | ------- | --- | -- | -- | -- | --- | -- | -- | -- | -- | -- |  |  |  |  |  |  |  |  |  | ----- | ---- |
| 2010 | HRT      | F110    | Rit | 14 | 15 | 17 | Rit | 14 | 20 | 18 | 18 | 19 |  |  |  |  |  |  |  |  |  | 0     | 22º  |

| 2011 | Scuderia | Vettura |    |  |  |    |  |  |  |    |    |    |  |    |    |  |    |    |    |  |  | Punti | Pos. |
| ---- | -------- | ------- | -- |  |  | -- |  |  |  | -- | -- | -- |  | -- | -- |  | -- | -- | -- |  |  | ----- | ---- |
| 2011 | Lotus    | T128    | SP |  |  | SP |  |  |  | SP | SP | 20 |  | SP | SP |  | SP | SP | SP |  |  | 0     | 28º  |

| Legenda | 1º posto     | 2º posto | 3º posto    | A punti         | Senza punti/Non class.  | Grassetto – Pole position Corsivo – Giro più veloce |
| Legenda | Squalificato | Ritirato | Non partito | Non qualificato | Solo prove/Terzo pilota | Grassetto – Pole position Corsivo – Giro più veloce |

### Formula E
| Anno    | Squadra         | Vettura               | 1     | 2     | 3      | 4       | 5      | 6      | 7      | 8      | 9      | 10     | 11     | Posizione | Punti |
| ------- | --------------- | --------------------- | ----- | ----- | ------ | ------- | ------ | ------ | ------ | ------ | ------ | ------ | ------ | --------- | ----- |
| 2014-15 | Mahindra Racing | Spark-Renault SRT 01E | PEC 5 | PUT 6 | PDE 13 | BNA Rit | MIA 14 | LBH 12 | MON 13 | BER 15 | MOS 13 | LON 12 | LON 13 | 17º       | 18    |

| Legenda | 1º posto                | 2º posto        | 3º posto            | A punti      | Senza punti | Grassetto=Pole position Corsivo=Giro più veloce |
| Legenda | Solo prove/Terzo pilota | Non qualificato | Ritirato/Non class. | Squalificato | Non partito | Grassetto=Pole position Corsivo=Giro più veloce |

### 24 Ore di Le Mans
| Anno | Classe | N° | Gomme | Vettura                             | Squadra              | Co-piloti                          | Giri | Pos. Assol. | Pos. di Classe |
| ---- | ------ | -- | ----- | ----------------------------------- | -------------------- | ---------------------------------- | ---- | ----------- | -------------- |
| 2012 | LMP1   | 22 | M     | HPD ARX-03a Honda LM-V8 3.4L V8     | JRM                  | David Brabham Peter Dumbreck       | 357  | 6º          | 6º             |
| 2013 | LMP2   | 48 | D     | Oreca 03 Nissan VK45DE 4.5L V8      | Murphy Prototypes    | Brendon Hartley Mark Patterson     | 319  | 12º         | 6º             |
| 2014 | LMP2   | 48 | D     | Oreca 03 Nissan VK45DE 4.5L V8      | Murphy Prototypes    | Nathanaël Berthon Rodolfo González | 73   | DNF         | DNF            |
| 2015 | LMP2   | 48 | D     | Oreca 03 Nissan VK45DE 4.5L V8      | Murphy Prototypes    | Nathanaël Berthon Mark Patterson   | 347  | 13º         | 5º             |
| 2017 | LMP2   | 34 | D     | Ligier JS P217 Gibson GK428 4.2L V8 | Tockwith Motorsports | Philip Hanson Nigel Moore          | 351  | 11º         | 9º             |

### Campionato del mondo endurance
| Stagione | Team | Classe | Vettura    | 1      | 2     | 3     | 4     | 5     | 6       | 7     | 8     | Pos | Punti |
| -------- | ---- | ------ | ---------- | ------ | ----- | ----- | ----- | ----- | ------- | ----- | ----- | --- | ----- |
| 2012     | JRM  | LMP1   | HPD ARX-03 | SEB 12 | SPA 9 | LMS 5 | SIL 7 | SÃO 7 | BHR Rit | FUJ 5 | SHA 5 | 10º | 50,5  |

### GP2 Series
| Stag. | Team                    | 1       | 2       | 3       | 4       | 5       | 6       | 7      | 8       | 9      | 10      | 11      | 12     | 13      | 14      | 15      | 16      | 17      | 18     | 19      | 20      | 21      | Pos | Punti |
| ----- | ----------------------- | ------- | ------- | ------- | ------- | ------- | ------- | ------ | ------- | ------ | ------- | ------- | ------ | ------- | ------- | ------- | ------- | ------- | ------ | ------- | ------- | ------- | --- | ----- |
| 2007  | Durango                 | BHR 9   | BHR Rit | CAT Rit | CAT 15  | MON Rit | MAG Rit | MAG 16 | SIL 12  | SIL 13 | NÜR Rit | NÜR 16  | HUN 14 | HUN 15† | IST 8   | IST Rit | MNZ 5   | MNZ 6   | SPA 7  | SPA 1   | VAL 17  | VAL Rit | 15º | 16    |
| 2008  | iSport International    | CAT 9   | CAT Rit | IST 4   | IST 12  | MON 3   | MON Rit | MAG 7  | MAG Rit | SIL 3  | SIL Rit | HOC 8   | HOC 1  | HUN 4   | HUN DNS | VAL 15† | VAL Rit | SPA 10  | SPA 7  | MNZ 11  | MNZ Rit |         | 10º | 31    |
| 2009  | Ocean Racing Technology | CAT Rit | CAT Rit | MON 7   | MON Rit | IST 13  | IST 14  | SIL 6  | SIL 3   | NÜR 11 | NÜR Rit | HUN 17† | HUN 10 | VAL Rit | VAL 6   | SPA Rit | SPA 7   | MNZ 19† | MNZ 12 | ALG Rit | ALG 13  |         | 18º | 10    |

† Il pilota non ha terminato il Gran Premio, ma è stato classificato perché aveva completato oltre il 90% della distanza di gara.